# スロベニア鉄道610/615形気動車
スロベニア鉄道610/615形気動車（スロベニアてつどう610/615がたきどうしゃ、スロベニア語: SŽ serija 610/615）は、スロベニアの国有鉄道であるスロベニア鉄道の気動車。スイスのシュタッドラー・レールが開発・生産する鉄道車両ブランド「FLIRT」の1車種で、2021年から営業運転に用いられている。

## 概要
2018年4月、スロベニア鉄道は車両の近代化を目的にシュタッドラー・レールとの間に26編成の新型車両の導入に関する契約を実施した。そのうち、610/615形は非電化区間でも走行可能な気動車である。
4車体連接式の編成を組んでおり、そのうち中間車体の1つは「パワーパック（PowerPack）」と呼ばれる小型車体で、車内にはドイツ（Deutz）社製の8気筒ディーゼルエンジンを用いた発電機が搭載されており、先頭台車へ電力を伝達する構造となっている。車体は押出成形が行われた全溶接式のアルミニウム製で、前面は繊維強化プラスチックを用い耐衝突性を始めとした安全性を考慮した設計となっている。また、製造当初から欧州連合の新たな標準列車制御システム「ETCS」に適合しており、オーストリアを始めとした他国への直通運転も可能である他、最大3編成を連結した総括制御運転に対応している。
明るい照明が用いられた車内は大半が低床構造になっており、スロベニア国内の低床式プラットホームからの乗降が容易になっている。またバリアフリー化も促進されており、中間車体（客室）にはバリアフリー対応トイレや車椅子スペース（2人分）が存在する他、一方の先頭車体には自転車が設置可能な折り畳み座席付きスペースが設けられている。

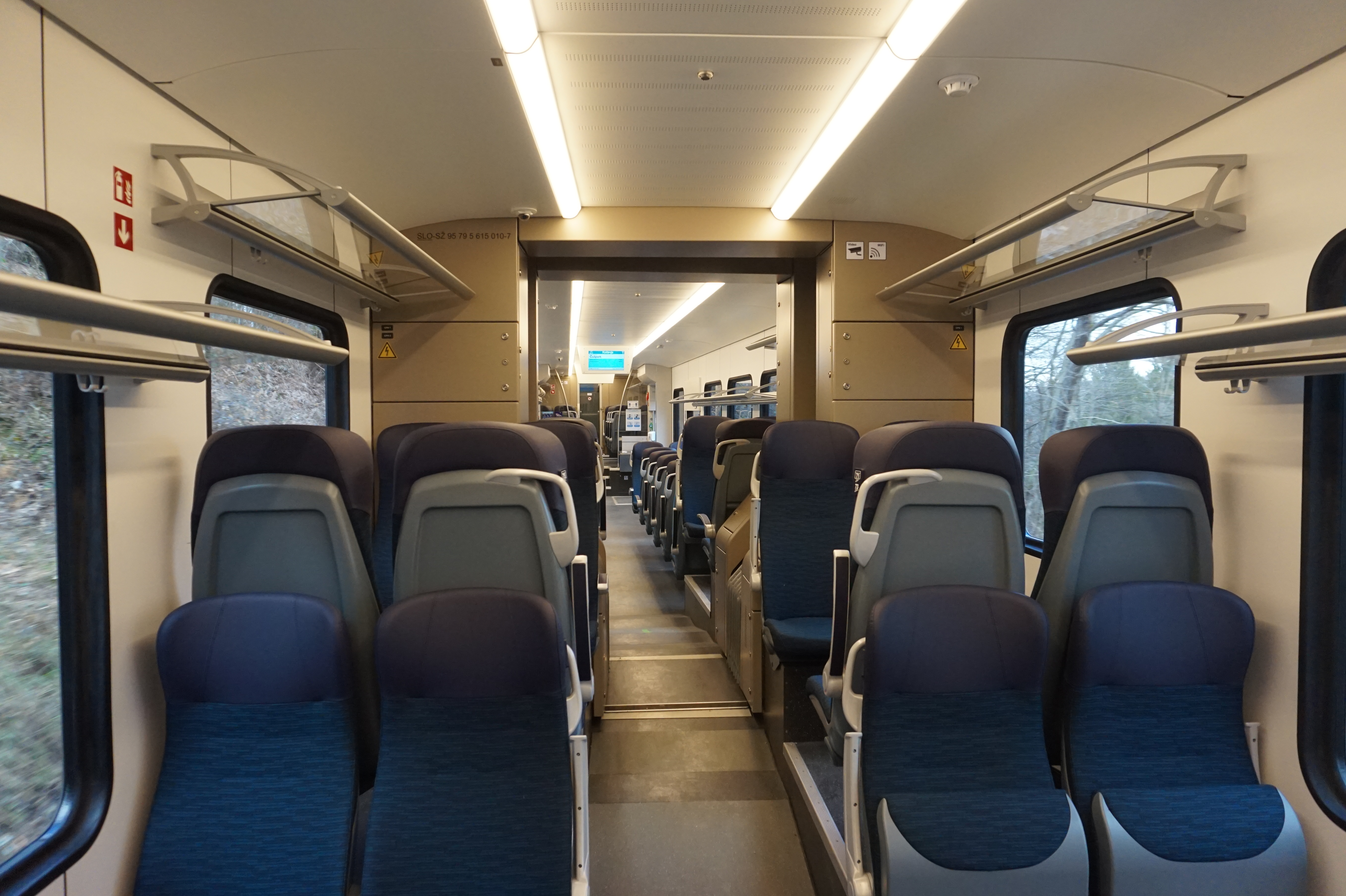
車内
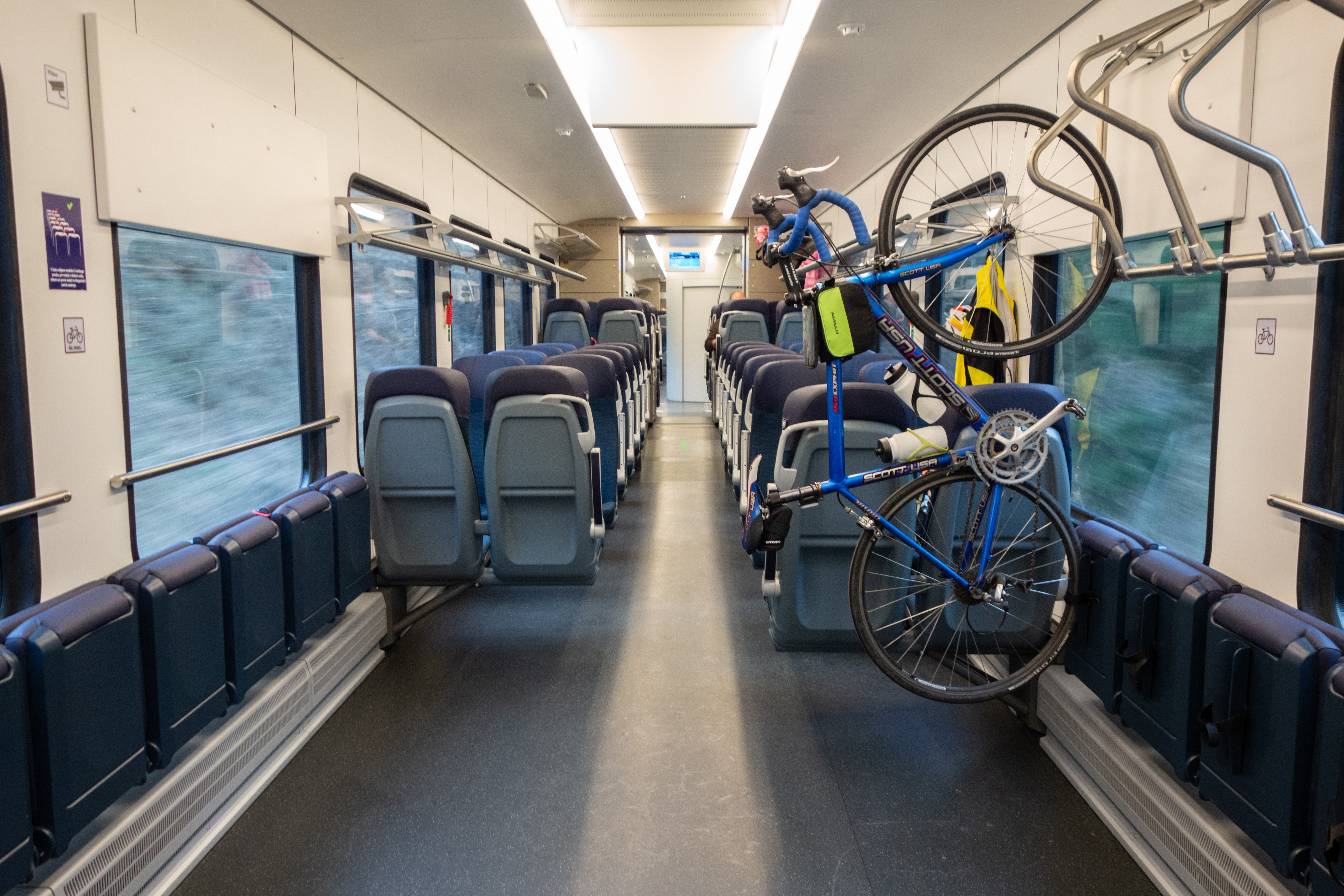
自転車用スペース

当初は5編成が発注されたが、その後2019年に16編成、2023年に20編成の追加発注が実施された。最初の編成は2019年11月に完成し、スロバキア国内を含めた各地で試運転を行った後、2020年12月から順次営業運転に投入されている。スロベニア鉄道は従来の気動車よりも加速度に優れている610/615形を増備する事で、近代化やバリアフリーの促進に加えて地域間の輸送力を増強する予定である。

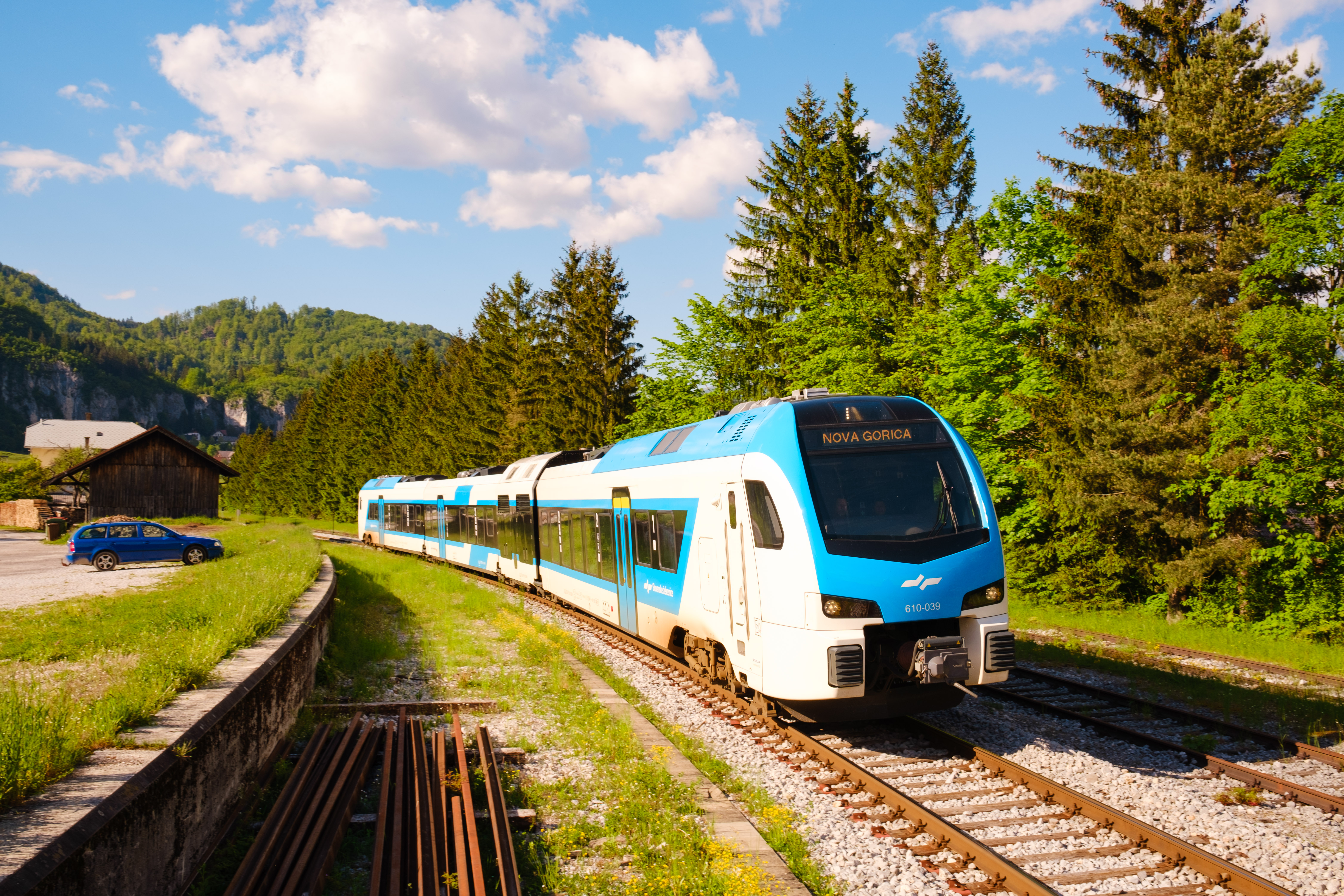
610/615形（2024年撮影）
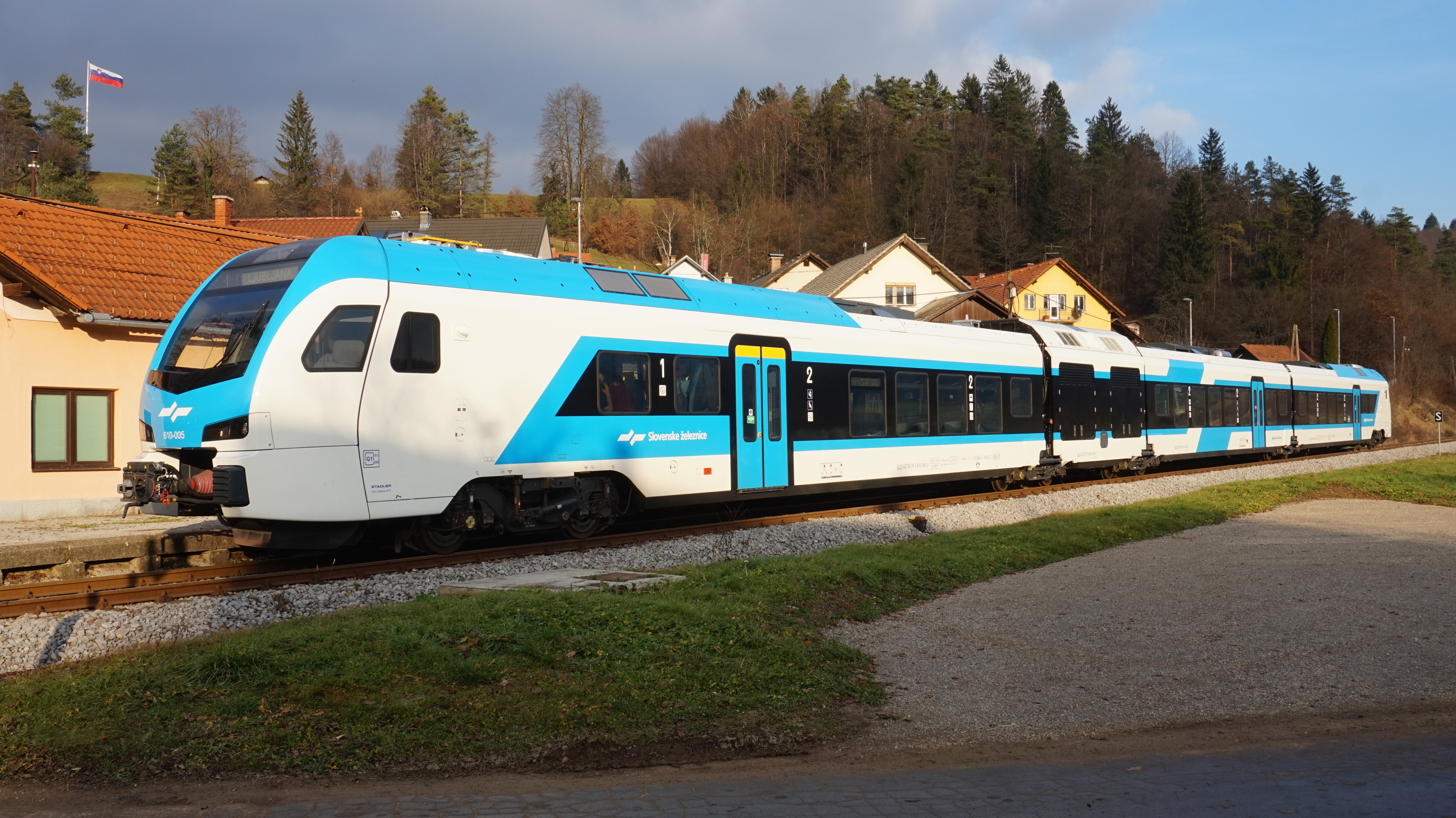
駅に停車する610/615形（2020年撮影）
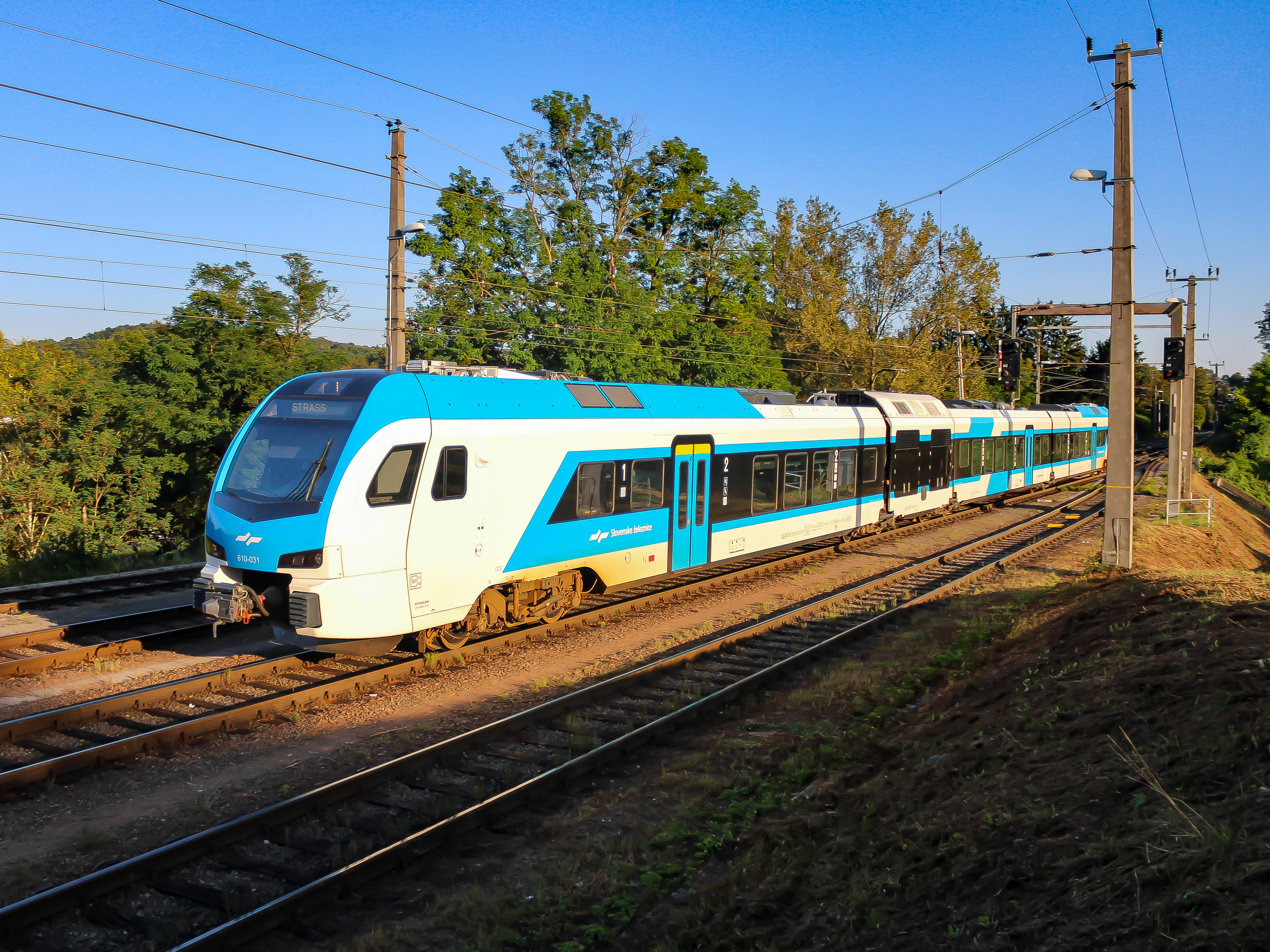
電化区間を走行する610/615形（2023年撮影）
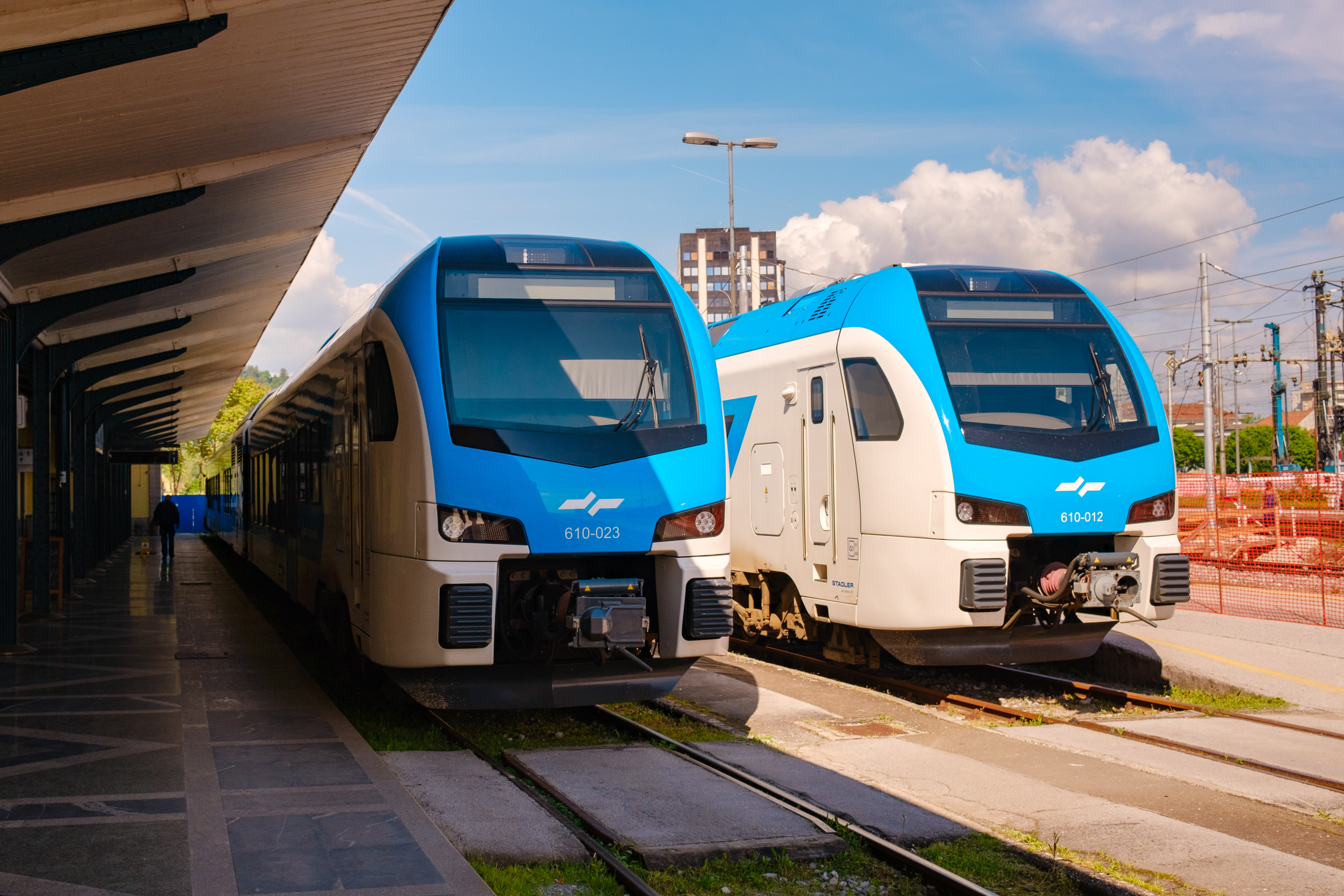
駅で並ぶ610/615形（2024年撮影）

## 参考資料
- Direkcija Republike Slovenije za infrastrukturo (September 2021). Uporabna dolžina peronov glede na dolžine potniških vlakov Zaključno poročilo (PDF) (Report). 2024年9月21日閲覧。

## 関連項目

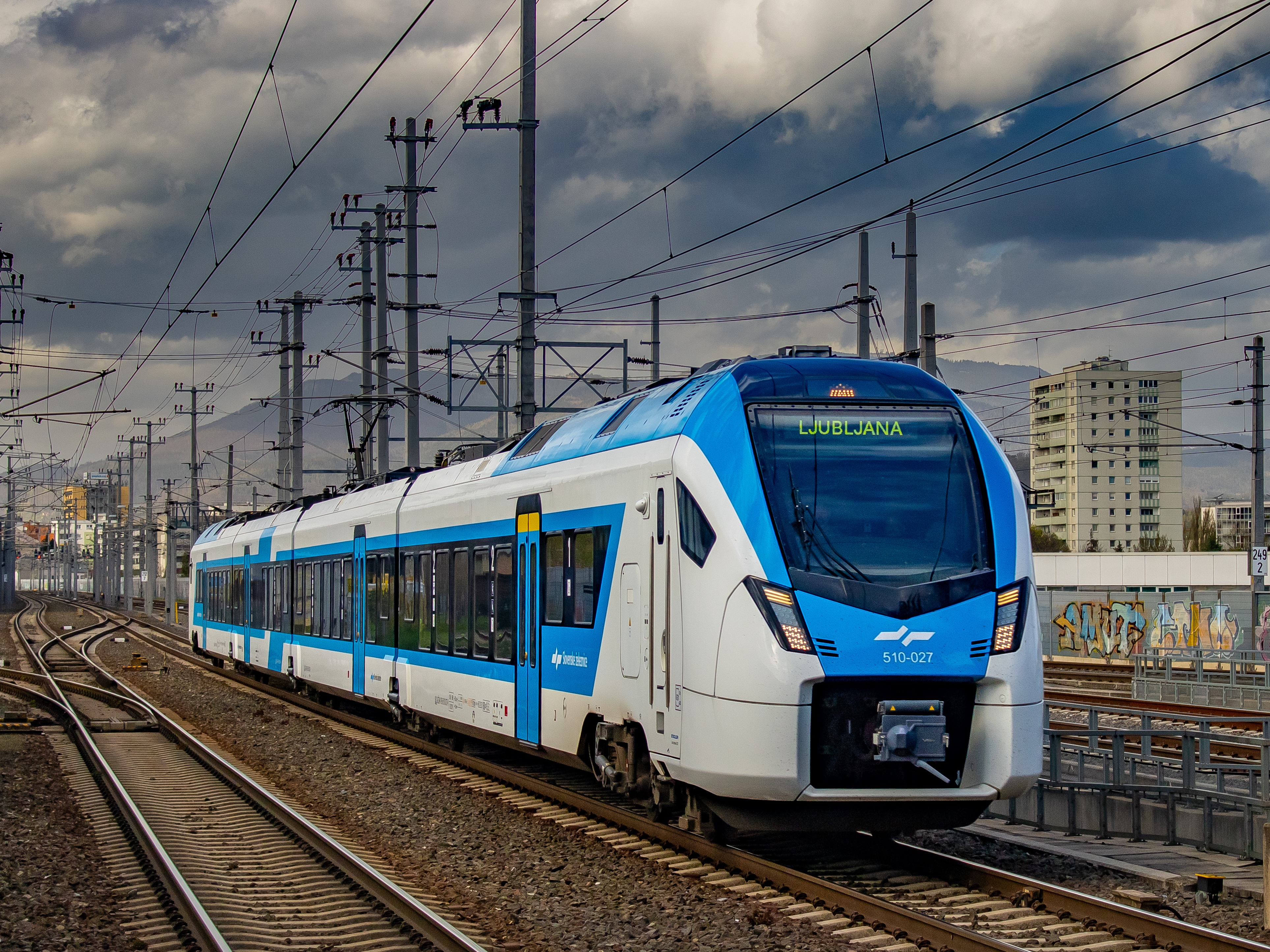
510/515形電車（2024年撮影）
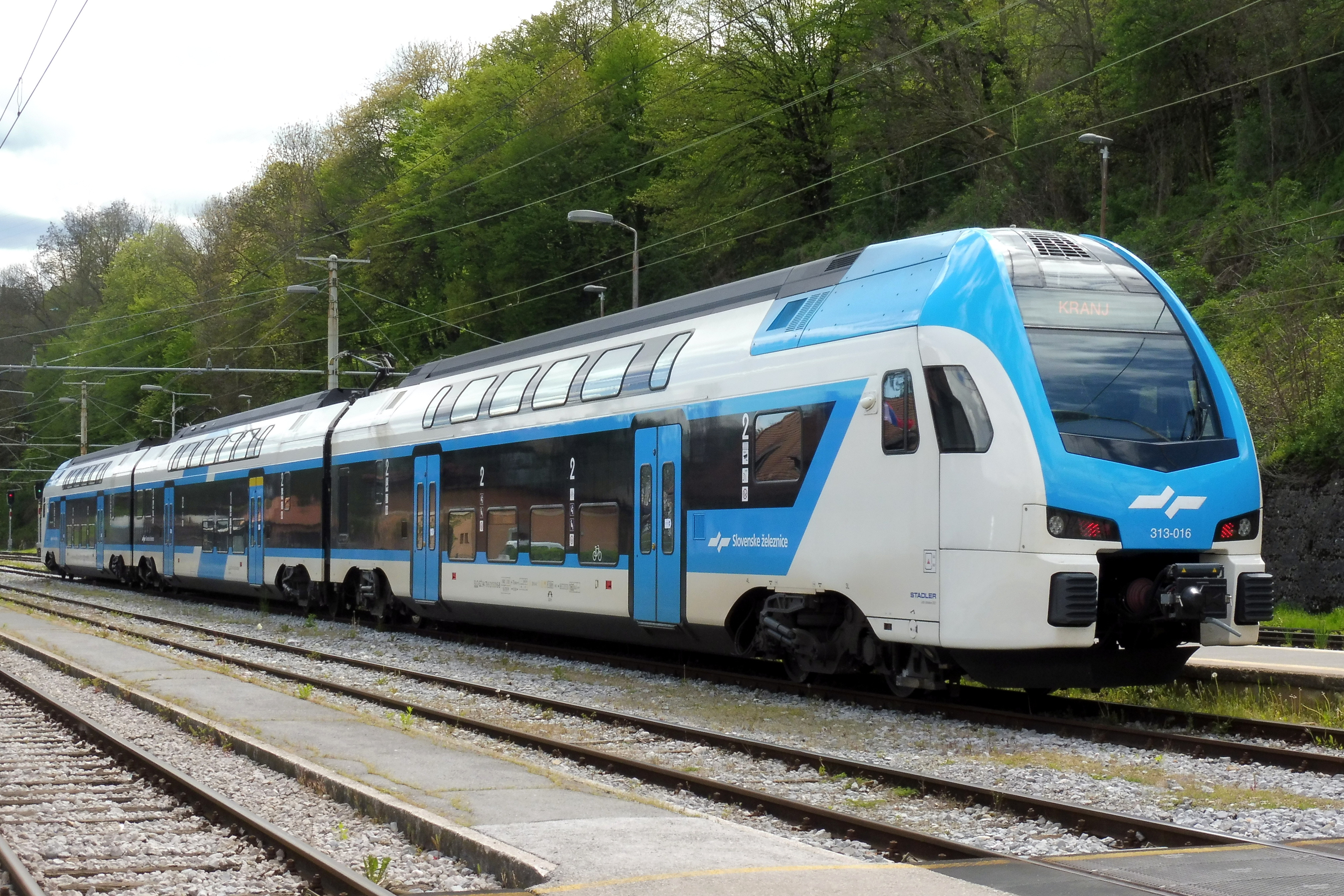
313/318形電車（2023年撮影）